# أليكس ويب
أليكس ويب (بالإنجليزية: Alex Webb)‏ هو مصور أمريكي، ولد في 5 مايو 1952 في سان فرانسيسكو في الولايات المتحدة.

## وصلات خارجية
- الموقع الرسمي
- أليكس ويب على موقع ديسكوغز (الإنجليزية)